# Lech M. Jakób
Lech M. Jakób (ur. 15 grudnia 1953 w Białogardzie, zm. 13 sierpnia 2021 w Szczecinie) – polski poeta, powieściopisarz, aforysta.  
Debiut prasowy: impresja prozatorska "Ryba" – miesięcznik Radar w 1975 r. Od tego czasu ukazało się kilkaset publikacji prasowych. Oprócz utworów literackich publikował felietony, recenzje książek, polemiki, korespondencje m.in. w tygodnikach Morze i Ziemia, Fakty, Życie Literackie, Szpilki, Tygodnik Kulturalny, oraz miesięcznikach Nowy Wyraz, Poezja, Topos, W drodze, List, Twórczość, Dzikie Życie, Łabuź.
Wiele utworów emitowały rozgłośnie radiowe. Założyciel i redaktor naczelny pomorskiego magazynu literacko-artystycznego Latarnia Morska ukazującego się od 2006 r. Jest też autorem wstępów książek i publikacji incydentalnych - m.in. do katalogów wystaw plastycznych oraz poetyckich wydawnictw pokonkursowych.
Niektóre książki są dostępne w wersji elektronicznej w portalu internetowym literatura.net.pl.
Amatorsko zajmuje się malarstwem, grafiką i rzeźbą. Zilustrował cztery swoje książki. Od 1964 r. (z przerwami) mieszka w Kołobrzegu. Studiował filologię polską w Słupsku, ukończył Zaoczne Studium Oświaty i Kultury we Wrocławiu. Wykonywał wiele zawodów: m.in. robotnika magazynowego, recepcjonisty, bibliotekarza, maszynisty maszyn przepompowych, nauczyciela języka polskiego - pracując w Słupsku, Szczawnie-Zdroju i Wałbrzychu. Ostatnio zatrudniony jako dyspozytor Miejskich Wodociągów w Kołobrzegu.

### Poezja
- "Psy mojej młodości" (Wydawnictwo Morskie, Gdańsk 1981) – debiut książkowy
- "Miłość i śmierć" (Wydawnictwo Miniatura, Kraków 1991)
- "Twarzą w twarz" wspólnie z Piotrem Bednarskim (KTSK, Kołobrzeg 1993)
- "Ból i pełnia" notatnik poetycki (KTSK, Kołobrzeg 1999)
- "Wibrujące serce" (IW "Świadectwo", Bydgoszcz 2000)
- "Zielony promień" wiersze wybrane (Wydawnictwo Aula, Podkowa Leśna 2003)
- "Rzeczy" (Wydawnictwo Forma, Szczecin 2017)

### Powieści
- "Kruk najbielszy" (Wydawnictwo Morskie, Gdańsk 1983)
- "Romsky" (Wydawnictwo Literackie, Kraków 1984)
- "Karamarakorum" (LSW, Warszawa 1986)
- "Gang" (Wyd. Skua, Kołobrzeg 1991)
- "Obrona" (KTSK Kołobrzeg 1998)
- "Drapieżcy" (Oficyna Wydawnicza Multico, Warszawa 2000)
- "Niebieskie Króliki" (LSW, Warszawa 2005)
- "Ciemna materia" (Wydawnictwo Forma. Fundacja Literatury imienia Henryka Berezy, Szczecin 2013)

### Proza
- "Uwięzienie i inne opowiadania" (IW "Świadectwo", Bydgoszcz 2002)
- "Müldner & Jakób. Korespondencja literacka 1998–2007" współautor Piotr Müldner-Nieckowski (Wydawnictwo Adam Marszałek). Toruń 2010
- "Po kiju. Fotoopowiadania" (Oficyna Wydawnicza Multico Warszawa 2013)
- "Poradnik grafomana" (Wydawnictwo Forma, Szczecin 2015)
- "Zjadacz książek" (Bryk-Art., Łobez 2019)
- "Pod żaglem. Fotoopowiadania" (Wydawnictwo SORUS, Poznań 2020)

### Aforyzmy
- "Mądre głupoty" (KTSK, Koszalin 1988)
- "Żyje jeszcze Don Kichot" (WBP, Koszalin 1996)
- "Jęzostrzępy" (KTSK, Kołobrzeg 2001)
- "Poradnik złych manier" wybór aforyzmów (Wydawnictwo Forma. Stowarzyszenie Literackie Forma, Szczecin 2007)
- "Do góry nogami" wybór aforyzmów (Wydawnictwo Forma, Szczecin 2018)

### Humor i satyra
- "Świnka Morska, czyli od - do i w poprzek" (Wydawnictwo "Reda", Kołobrzeg 2006)
- "Błahostki" fraszki (Wydawnictwo BRYK-ART, Łobez 2021)

### Dla dzieci i młodzieży
- "Zwykłe przygody" opowiadania dla dzieci (I Wyd. Morskie, Gdańsk 1988, II Wyd. Telbit, Warszawa 2007)
- "Znikacz i jego broń" powieść dla dzieci starszych (I Wyd. Glob, Szczecin 1989, II Wyd. Telbit, Warszawa 2007)
- "Filip Szalony" powieść dla młodzieży (Wydawnictwo Telbit, Warszawa 2006)
- "Włóczęga Filipa" powieść dla młodzieży, 2 cz. trylogii o Filipie Szalonym (Wydawnictwo Telbit, Warszawa 2008)
- "Filip Lewituje" powieść dla młodzieży, 3 cz. trylogii o Filipie Szalonym (Wydawnictwo Telbit, Warszawa 2009)
- "Ścieżkojad" książeczka dla dzieci wierszem (Wyd. Horyzont Koszalin 1991)

### W antologiach
- "Czy pan nie widział rudego chłopca?" (Wyd. PTWK, Warszawa 1987)
- "Morze kołobrzeskich poetów" (KTSK i MBP, Kołobrzeg 1998)
- "Almanach literacki. Koszalin 2000" (KPB, Koszalin 2000)
- "2008. Antologia współczesnych polskich opowiadań" (Wyd. Forma, Szczecin 2008)

## Nagrody i wyróżnienia
- 1984 – Nagroda Artystyczna m. Kołobrzegu
- 1990 – wydawnictwa Iskry za opowiadanie, nagroda główna woj. pomorskiego za powieść "Sprawki tego świata" (opublikowaną w 2013 r. nakładem wydawnictwa Forma pt. "Ciemna materia")
- 2004 – nagroda im. Ryszarda Milczewskiego-Bruno za wybór wierszy "Zielony promień"
- 2006 – I nagroda w Konkursie Literackim na powieść dla młodzieży Wydawnictwa Telbit za powieść "Filip Szalony"